# Trzycierz
Trzycierz (daw. Trzycież, lub Trzeciesz) – wieś w Polsce położona w województwie małopolskim, w powiecie nowosądeckim, w gminie Korzenna. Wioska położona jest w dolinie potoku Jasienianka (Wojnarówka) w regionie Pogórza Rożnowskiego, które rozciąga się pomiędzy dolinami rzek Dunajec i Biała. Najwyższym wzniesieniem w okolicy jest Dąbrowska Góra (583 m).  W latach 1975–1998 miejscowość administracyjnie należała do województwa nowosądeckiego. Trzycierz to miejscowość rolnicza i agroturystyczna. 

## Historia
Wieś powstała we wczesnym średniowieczu i od końca XIII wieku należała do dóbr rycerskich, najpierw do rodu pieczętującego się herbem Wąż, a później do rodziny Trzecieskich herbu Strzemię,  która wydała wiele wybitnych postaci z Andrzejem Trzecieskim na czele. Od ich nazwiska bierze się najprawdopodobniej nazwa wioski. Trzeciescy byli w tym czasie bardzo zasobną w wpływową rodziną.
Od XIV wieku do roku 1772 wieś należała do powiatu sądeckiego. Jan Długosz w Liber Beneficiorum (1470-80) wzmiankuje, że wieś należy do parafii p.w. św. Andrzeja Apostoła w Siedlcach. Właścicielem wsi był w tym czasie Stanisław Trzecieski. We wsi były łany kmiece. Dziesięcinę ze wsi oddawano biskupom krakowskim.
Rejestr poborowy woj. krakowskiego z roku 1581 stwierdza, że wieś należy do Stanisława Trzecieskiego i obok folwarku we wsi było 9 kmieci na 4,5 łana, 2 zagrodników z rolą i 1 komornik z bydłem.
Rejestr poborowy woj. Krakowskiego z 1629 roku stwierdza, że właścicielem wsi jest już Stanisław Bylina herbu Odrowąż. Kolejny rejestr potwierdza, że właścicielem wsi jest Stanisław Bylina. Nie wspomina nic o folwarku a wymienia 4 łany kmiece, 2 zagrody z rolami i 1 komornika bez bydła.
W czasie kampanii wrześniowej w 1939 r. Trzycierz, podobnie jak pobliska Łęka zostały spalone. 2 Dywizja Górska Wermachtu wkroczyła do Nowego Sącza 6 września, dzień później zajęty zostaje Grybów. Niemcy dokonali krwawych pacyfikacji wsi Trzycierza i Łęki. Przyczyną był niecelny strzał oddany z ukrycia do żołnierzy niemieckich.

## Mieszkańcy
W końcu XIX wieku wieś liczyła 39 domówi i 284 mieszkańców, w tym pięciu 5 Żydów. Dwór i folwark należał do Franciszka Cudka. Było tam 226 morgów gruntów ornych, 19 morgów łąk i 28 morgów pastwisk.
Na podstawie dostępnych "online" w elektronicznej bibliotece KUL Schematyzmów Diecezji Tarnowskiej można prześledzić liczbę katolików podawaną przez proboszczów z Siedlec. Poniższa tabela ilustruje dynamikę wzrostu w latach od 1853 do 1939 r.
| Rok  | Liczba mieszkańców (katolików) mieszkających w Trzycierzu |
| ---- | --------------------------------------------------------- |
| 1853 | 206                                                       |
| 1860 | 218                                                       |
| 1870 | 278                                                       |
| 1880 | 328                                                       |
| 1887 | 249                                                       |
| 1893 | 327                                                       |
| 1900 | 385                                                       |
| 1914 | 466                                                       |
| 1919 | 422                                                       |
| 1925 | 401                                                       |
| 1930 | 437                                                       |
| 1935 | 459                                                       |
| 1939 | 473                                                       |

Wg danych Gminy Korzenna Trzycierz obecnie liczy 480 mieszkańców, czyli nieco wiecej niż roku wybuchu II wojny światowej. 

## Szkoła podstawowa
W Trzycierzu działa szkoła podstawowa oraz filia Zespołu Placówek Opiekuńczo-Wychowawczych w Nowym Sączu. Pierwsze wzmianki o organizacji szkoły ludowej w Trzycierzu znajdujemy w Dzienniku Urzędowym c. k. Rady szkolnej krajowej w Galicyi z 1906 r.: "Cesarsko-królewska Rada szkolna krajowa wyłączyła orzeczeniami: (…) Nr 20.752 gminę Trzycierz w okręgu nowosandeckim z zakresu szkolnego w Siedlcach i z organizowała osobną 1-klasową szkołę w Trzycierzu". Przez pewien czas, w latach siedemdziesiatych i osiemdziesiatych XX w. działała w Trzecierzu średnia szkoła rolnicza.  

## Kaplica
Wioska należy do parafii Siedlce. Na jej terenie wsi znajduje się kaplica pod wezwaniem Najświętszego Serca Pana Jezusa. Została ona poświęcona 9 lipca 2005 roku. W Schematyzmach Diecezji Tarnowskiej znajdujemy informację, że w wiosce działała kaplica także w latach trzydziestych XX w. 